# Rejon janowski (obwód lwowski)
Rejon janowski (ukr. Янівський район), od 1945 rejon iwano-frankowski (ukr. Івано-Франковський район) – dawna jednostka podziału administracyjnego Ukraińskiej Socjalistycznej Republiki Radzieckiej w Związku Socjalistycznych Republik Radzieckich w latach 1940–1941 i 1944–1962. Należał do obwodu lwowskiego. Siedziba władz rejonu znajdowała się w Janowie (od 1946 Iwano-Frankowe).
Rejon janowski został utworzony 17 stycznia 1940 na podstawie dekretu Prezydium Rady Najwyższej USRR o podziale na rejony zachodnich obwodów USRR, kiedy to w obwodzie lwowskim utworzono 37 rejonów, między innymi janowski. Rejon objął miasto Janów Lwowski obszary dotychczasowych gmin Białogóra, Domażyr, Łozina, Mszana i Wiszenka. Obszary te należały przed wojną do powiatu gródeckigo w województwie lwowskim.
Rejon janowski przestał istnieć wraz z wybuchem wojny niemiecko-radzieckiej 22 czerwca 1941. Jego tereny weszły w skład Landkreis Lemberg dystryktu galicyjskiego Generalnego Gubernatorstwa.
Rejon został odtworzony 23 lipca 1944, po zajęciu tych terenów przez Armię Czerwoną.
W 1946 roku nazwę Janowa zmieniono na Iwano-Frankowe, przez co rejon przemianowano na iwano-frankowski.
W 1957 roku do rejonu iwano-frankowskiego włączono część obszaru zniesionego rejonu brzuchowickiego
30 grudnia 1962 rejon iwano-frankowski zniesiono, włączając go do rejonu jaworowskiego.